# Jolivet

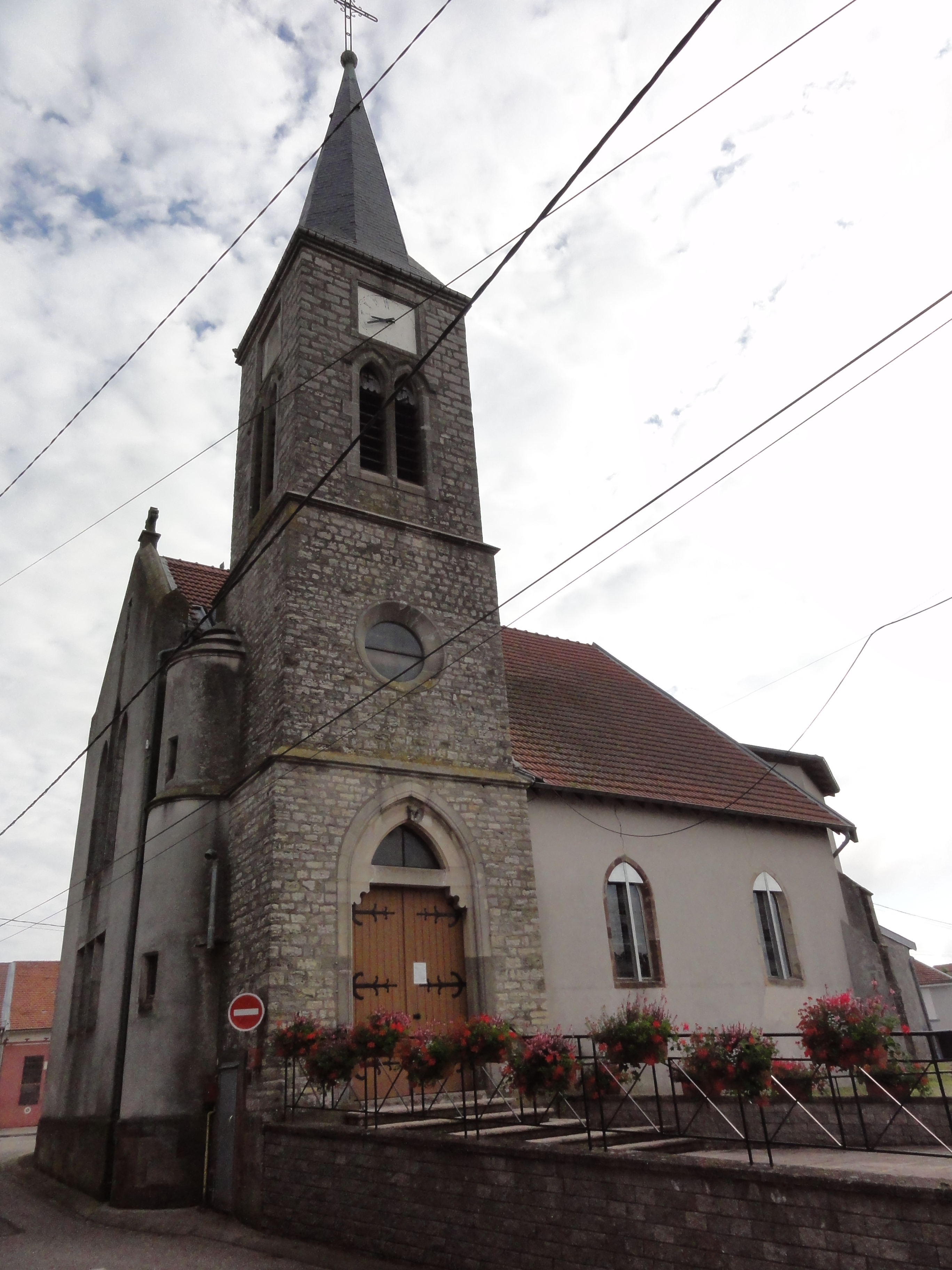
Kościół Wniebowzięcia NMP (2016)

Jolivet – miejscowość i gmina we Francji, w regionie Grand Est, w departamencie Meurthe i Mozela.
Według danych na rok 1990 gminę zamieszkiwały 834 osoby, a gęstość zaludnienia wynosiła 116 osób/km² (wśród 2335 gmin Lotaryngii Jolivet plasuje się na 420. miejscu pod względem liczby ludności, natomiast pod względem powierzchni na miejscu 816.).

## Populacja

Populacja Jolivet w latach 1962–2008